# Iwan Krasko
Iwan Iwanowicz Krasko (ur. 23 września 1930 we wsi Wartiemagi, zm. 9 sierpnia 2025) – rosyjski aktor filmowy i teatralny.

## Życiorys
W 1953 roku ukończył szkołę Marynarki Wojennej w Leningradzie, a następnie służył jako oficer artylerii w marynarce radzieckiej. W 1957 roku był członkiem amatorskiego teatru studenckiego w Uniwersytecie Leningradzkim, a także absolwentem Leningradzkiego Instytutu Teatralnego. W latach 1961–1965 pracował pod kierunkiem Gieorgija Towstonogowa w Wielkim Teatrze Dramatycznym w Leningradzie, a także w Teatre Komissarzewskoi (1965–2019). Zagrał ponad 50 ról w filmie i telewizji, a także ponad 100 ról na scenie.
Przeżył udar mózgu, zmagał się z nowotworem przewodu pokarmowego. Zmarł 9 sierpnia 2025 w wieku 94 lat.

## Wybrana filmografia
- 1960: Bałtyckie niebo
- 1966: W mieście S.
- 1968: Pierworossijanie jako Fieodosij
- 1981: Pridut strasti-mordasti
- 1983: Dubler zaczyna działać
- 1988: Sieraja mysz
- 1992: Piękna nieznajoma jako Rasputin
- 1993: Roman impieratora
- 2000: Osobliwości narodowego polowania w zimie jako ratownik Władimir Lenin
- 2010: Jesteśmy z przyszłości 2 jako staruszek
- 2012: Malcziki jako Iwan Iwaowicz[1][5]

## Odznaczenia i wyróżnienia
- 2010: Order Honoru[1]
- 1992: Ludowy Artysta Federacji Rosyjskiej[1]